# リブニツァ・ナ・ポホリュ
リブニツァ・ナ・ポホリュ (Ribnica na Pohorju) は、スロベニアの市である。